# Umělecké plavání na mistrovství Evropy v plaveckých sportech 1997
Závody v uměleckém (synchronizovaném) plavání na mistrovství Evropy v plaveckých sportech za rok 1997 proběhly v Seville, Španělsko ve dnech 13. až 24. srpna 1997.

## Česká stopa
V disciplíně sólo startovalo 20 závodnic – Lucie Svrčinová (*1974) z TJ Tesla Brno obsadila 11. místo.
V disciplíně dvojic startovalo 19 dvojic – Soňa Bernardová (*1976) z TJ Tesla Brno a Jana Rybářová (*1978) z TJ Tesla Brno obsadily 7. místo.
V disciplíně týmů startovalo 16 týmů – Soňa Basovníková (*1979) z TJ Tesla Brno, Soňa Bernardová (*1976) z TJ Tesla Brno, Ivana Bursová (*1977) z TJ Tesla Brno, Tereza Koudelková (*1979) z TJ Tesla Brno, Nikola Kozáková (*1980) z TJ Tesla Brno, Adriana Kroupová (*1981) z TJ Tesla Brno, Renata Pešlová (*1975) z TJ Tesla Brno, Jana Rybářová (*1978) z TJ Tesla Brno a Lucie Svrčinová (*1974) z TJ Tesla Brno obsadily 10. místo.

## Výsledky

### Individuální disciplíny
| Ženy | Zlato                 | Zlato  | Stříbro                  | Stříbro | Bronz                     | Bronz  |
| ---- | --------------------- | ------ | ------------------------ | ------- | ------------------------- | ------ |
| Sólo | Olga Sedakovová (RUS) | 99,240 | Virginie Dedieuová (FRA) | 97,440  | Giovanna Burlandová (ITA) | 95,960 |

### Týmové disciplíny
| Ženy    | Zlato | Zlato  | Stříbro | Stříbro | Bronz | Bronz  |
| ------- | --- | ------ | --- | ------- | --- | ------ |
| Dvojice | Rusko (RUS) (Olga Brusnikinová, Marija Kiseljovová) | 99,160 | Francie (FRA) (Myriam Lignotová, *Virginie Dedieuová, *Charlotte Massardierová) | 97,040  | Itálie (ITA) (Giada Ballanová, Serena Bianchiová) | 95,760 |
| Tým     | Rusko (RUS) (Jelena Barancevová, Jelena Azarovová, Olga Brusnikinová, Marija Kiseljovová, Olga Medveděvová, Olga Novokščenovová, Anna Jurjajevová, *Natalija Gruzdevová, *Anna Maslovová) | 99,240 | Francie (FRA) (Agnès Berthetová, Myriam Lignotová, Isabelle Manableová, Délphine Maréchalová, Charlotte Massardierová, Éva Riffetová, *Virginie Dedieuová, *Julie Fabreová, *Cathy Geoffroyová, *Rachel le Bozecová) | 97,400  | Itálie (ITA) (Giada Ballanová, Serena Bianchiová, Chiara Cassinová, Alessia Lucchiniová, Clara Porchettová, Letizia Nuzzová, Brunella Carrafelliová, *Giovanna Burlandová, *Simona Chiariová) | 96,240 |

## Medailová bilance
V uměleckém plavání se rozdělily celkem 3 sady medailí.
| Pořadí | Stát          |       | Muži    | Muži  | Muži  |         | Ženy  | Ženy  | Ženy    |       | Muži + Ženy | Muži + Ženy | Muži + Ženy | Celkem |
| Pořadí | Stát          | Zlato | Stříbro | Bronz | Zlato | Stříbro | Bronz | Zlato | Stříbro | Bronz |             |             |             | Celkem |
| ------ | ------------- | ----- | ------- | ----- | ----- | ------- | ----- | ----- | ------- | ----- | ----------- | ----------- | ----------- | ------ |
| 1.     | Rusko (RUS)   |       | 0       | 0     | 0     |         | 3     | 0     | 0       |       | 3           | 0           | 0           | 3      |
| 2.     | Francie (FRA) |       | 0       | 0     | 0     |         | 0     | 3     | 0       |       | 0           | 3           | 0           | 3      |
| 3.     | Itálie (ITA)  |       | 0       | 0     | 0     |         | 0     | 0     | 3       |       | 0           | 0           | 3           | 3      |
| Celkem | Celkem        |       | 0       | 0     | 0     |         | 3     | 3     | 3       |       | 3           | 3           | 3           | 9      |